# Dernjačista
Dernjačista – szczyt w paśmie Ljubišnja, w Górach Dynarskich. Leży na granicy między Bośnią i Hercegowiną a Czarnogórą. Jest to najwyższy szczyt pasma Ljubišnja.